# Cristóbal Ortega Maila

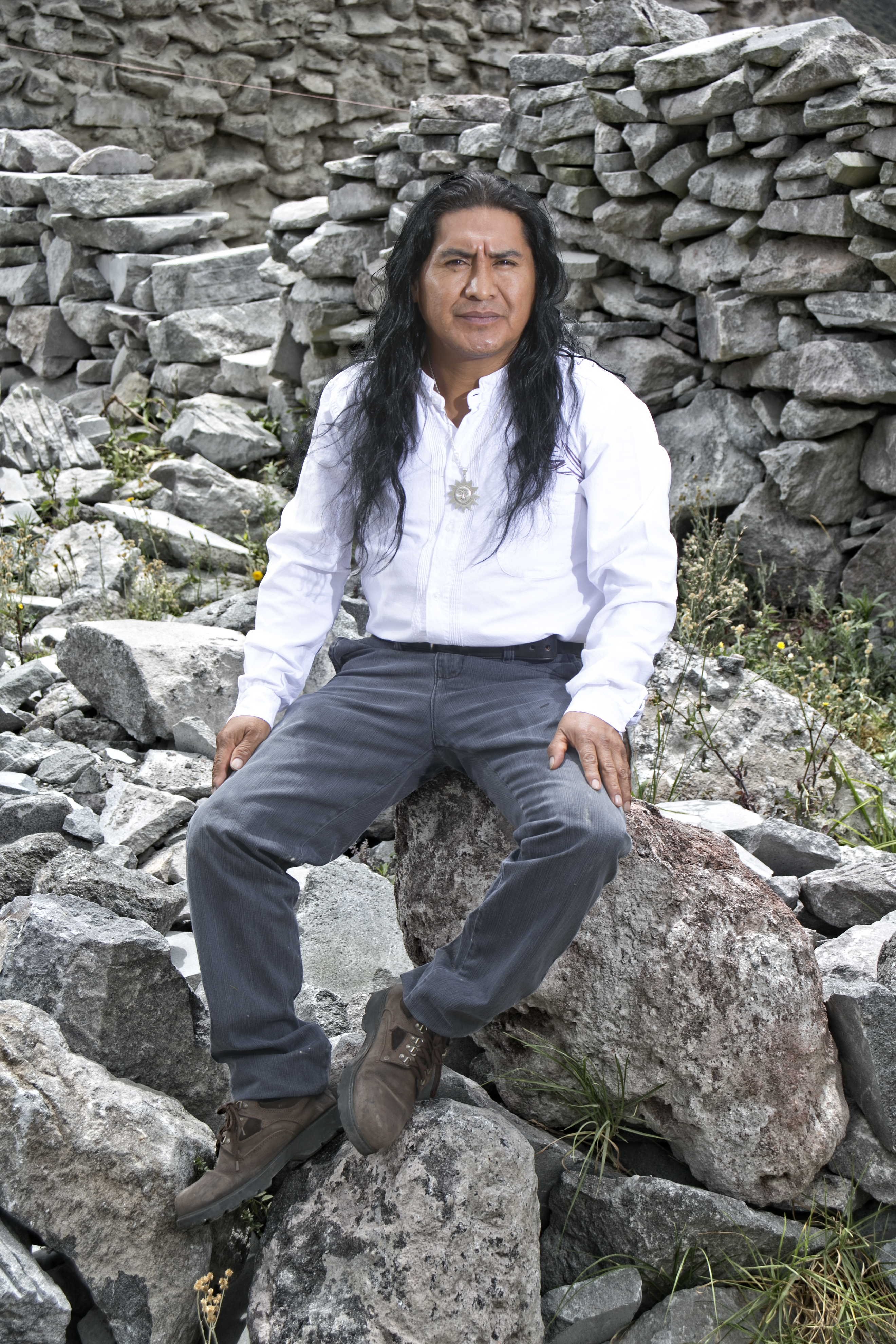
Cristóbal Ortega Maila en 2016

Cristóbal Ortega Maila (Quito, Ecuador, 24 de octubre de 1965) es un pintor y escultor ecuatoriano.
Desde pequeño, Ortega Maila visibilizó arte en casa, a través de su abuelo paterno, quien realizaba trabajos en orfebrería, cerámica y dibujo 
. Su formación artística la realizó en el Centro de Extensión Cultural Universitaria (anexo a la Universidad Central del Ecuador) y en talleres en la Casa de la Cultura. En la Plaza de la Merced den Quito trabajó haciendo retratos, experiencia que le permitiría viajar a Estados Unidos y Europa, cuenta con seis etapas artísticas, cinco de pintura "Vivencias", "Hacia la Luz", "Reencuentro", Peligro de extinción", "Rostros y ancestros" y  una de escultura " El desperar de los espíritus", entre las que se encuentran obras indigenistas, ancestralistas y neofigurativas. 
En el año 2000 funda el Museo Templo del Sol, lugar donde se expone de manera permanente sus obras de pinturas y esculturas.